# Virgil Griffith
Virgil Griffith (nascido em 1983), também conhecido como Romanpoet, é um programador americano, conhecido por ser o criador do WikiScanner, uma ferramenta de indexação da Wikipedia. Publicou artigos sobre vida artificial e teoria da informação integrada. Ele também trabalhou extensivamente na plataforma de criptomoedas Ethereum. Griffith foi preso em 2019 e em 2021 se declarou culpado de conspirar para violar a lei dos EUA relacionada à lavagem de dinheiro usando criptomoedas e sanções relacionadas à Coreia do Norte.

## Vida
Griffith nasceu em Birmingham, Alabama, e cresceu na vizinha Tuscaloosa. Ele se formou na Escola de Matemática e Ciências do Alabama em 2002,